# Сан-Джованни-Джемини
Сан-Джованни-Джемини (итал. San Giovanni Gemini) — коммуна в Италии, располагается в регионе Сицилия, подчиняется административному центру Агридженто.
Население составляет 8169 человек, плотность населения составляет 314 чел./км². Занимает площадь 26 км². Почтовый индекс — 92020. Телефонный код — 0922.
Покровителем населённого пункта считается святой Иоанн Креститель. Праздник ежегодно празднуется 24 июня.